# Ichthydium (Furficulichthys) forcipatum
Ichthydium (Furficulichthys) forcipatum is een buikharige uit de familie Chaetonotidae. Het dier komt uit het geslacht Ichthydium. Ichthydium (Furficulichthys) forcipatum werd in 1901 voor het eerst wetenschappelijk beschreven door Voigt. 